# Nasaréerna
Nasaréerna (grekiska: nazoraioi Ναζωραῖοί; hebreiska: notzrim נוצרים) är plural av adjektivet Nasaret, som används i singular i namn, Jesus från Nasaret (Iesous Nazoraios Ιησούς Ναζωραίος). Singularformen är ett vedertaget begrepp för "en kristen" på hebreiska (notzri), arameiska (natsar) och arabiska (nasrani).

## Sakförare, Tertullus
Den första förekomsten av ordet "Nasaréerna" i plural är av judisk advokat, Tertullus i sin anklagelse mot Paulus från Tarsus, framför guvernören, Antonius Felix:
Apostlagärningarna, 24 Kapitlet 5 Vi hava funnit att denne är en fördärvlig man, som uppväcker strid bland alla judar i hela världen, och att han är en huvudman för nasaréernas parti. (1917)

## Nasaréerna, under 300-talet
Nasaréerna var en tidig judisk-kristen sekt vilken liksom ebioniterna iakttog de judiska lagarna och riterna, men skiljde sig från ebioniterna då de trodde på Jesu jungfrufödelse. Nasaréerna levde liksom esséerna i trakterna omkring Döda havet. De var ursprungligen judiska konvertiter som hade kristnats av apostlarna. Både Hieronymus och Epifanius skrev om hur Nasaréerna levde på 400-talet. Lite är dock känt om hur sekten sedan försvann.

## Irak, under 700-talet
- Se artikeln Mandeism.

## Senare religiösa sammanslutningar
Sedan 1800-talet har ett flertal moderna rörelser börjat använda sig av termen "Nasaréer" eller "Nasarener".
I reformerta kretsar framgick en sekt i mitten av 1800-talet och spriddes i dåvarande södra Ungern, Österrike, Elsass och Ohio. Nasarenerna samlades till gudstjänst i privathem, praktiserade vuxendop, eftersträvade ett strängt bibelenligt liv och vägrade bland annat krigstjänst.
En av sidenvägaren J. J. Wiz (död 1858) från Basel grundad mystiskt-extatisk sekt har även de kallats Nasarener.
Konstnärsgruppen Nasarenerna använde namnet.